# Vivir en vos
Vivir en vos es un unipersonal basado en la vida y el repertorio de la poetisa y cantautora argentina María Elena Walsh interpretado magistralmente por la prestigiosa actriz argentina Virginia Lago en los años 1987, 1992, 2001, 2011 y 2012.

## Argumento
En el escenario se ven, una mecedora, una cama, una mesa y un perchero enarbolando lo que es la habitación de María Elena. La actriz inicia el unipersonal ingresando a escena acompañada de una valija que al dejarla en medio del proscenio comienza toda la pieza. La actriz transita el entrañable personaje de María Elena Walsh recorriendo su vida, su bibliografía, su exilio y sus poetas predilectos envuelta en una mágica y profunda versión. Virginia Lago interpreta con honda emoción temas como "El 45", "Serenata para la tierra de uno", entre otros, acompañada por los músicos Marcelo Álvarez y Antoliano Rojas.

## Dirección
La adaptación es de Javier Margulis y la dirección estuvo a cargo de Rubens W. Correa, la asistencia de dirección es de Marcelo Boveri y Patricia Blanco, los arreglos musicales son de Marcelo Álvarez, guitarra y piano Marcelo Álvarez y Antoliano Rojas.

## Teatros
"Plaza" (hoy CCEBA), "Teatro de la Cova" (Martínez), "La Casona del Teatro de Beatriz Urtubey", Sala "Empleados de Comercio" (Rosario), "Dante" (Casilda), "La Panadería" (Villa María), "Loa Espacio Proarte AGM" (Santa Fe), "Diagonal" (Mar del Plata) y "Niní Marshall" - "El Teatro de Tigre" (Tigre) - Casa de la Cultura de la Municipalidad de Villa Gesell (Villa Gesell, Bs As 2001), en los años 1987, 1992, 2001, 2011 y 2012.

## Premios
- 1991: Diploma al Mérito, categoría Unipersonal. Fundación Konex.
- 2012: Premio Estrella de Mar.
- 2012: Premio José María Vilches.